# Ceratinopsis raboeli
Ceratinopsis raboeli är en spindelart som beskrevs av Nikolaj Scharff 1989. Ceratinopsis raboeli ingår i släktet Ceratinopsis och familjen täckvävarspindlar.
Artens utbredningsområde är Kenya. Inga underarter finns listade i Catalogue of Life.